# The Whistler
The Whistler é um filme de mistério estadunidense de 1944 dirigido por William Castle e estrelado por Richard Dix, Gloria Stuart e J. Carrol Naish. Foi o primeiro de oito filmes produzidos pela Columbia Pictures, baseado em uma popular série de rádio da CBS de mesmo nome.

## Elenco
- Richard Dix como Earl C. Conrad
- Gloria Stuart como Alice Walker
- J. Carrol Naish como O Assassino
- Alan Dinehart como Gorman
- Otto Forrest como a voz do assassino (sem créditos)
- Joan Woodbury como Antoinette 'Toni' Vigran (sem créditos)
- Robert Emmett Keane como Charles 'Charlie' McNear (sem créditos)
- Don Costello como Lefty Vigran aka Gorss (sem créditos)